# Pietro II. Orseolo
Pietro II. Orseolo byl v letech 991 až 1009 benátským dóžetem. Za jeho vlády začalo období expanze Benátek do východního Středomoří, které trvalo bezmála dalších 500 let. Dále zabezpečil svůj vliv v dalmatských osadách, zbavil Benátky padesát let trvající povinnosti platit poplatky Pagánii (nebo též Neretvii) a započal etapu benátské dobyvačné politiky získáním Lastova, Korčuly a Dubrovniku.

## Počátky benátské expanze

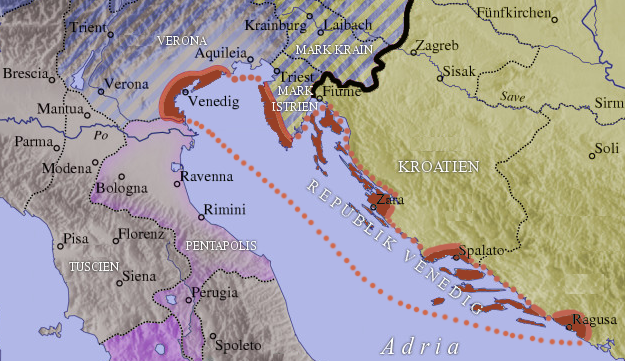
Benátská republika během vlády dóžete Pietra II.

Roku 992 uzavřel Pietro II. smlouvy s byzantským císařem Basileem II. o přepravě byzantských jednotek výměnou za obchodní privilegia v Konstantinopoli. Na základě opakovaných stížností dalmatských městských států flotila vedená Orseolem zaútočila na Neretvijské piráty v Paganii během svátku Nanebevstoupení Páně roku 998. Pietro si poté přivlastnil titul dalmatského vévody a zároveň jej předal svému synovi Janu Orseolovi.

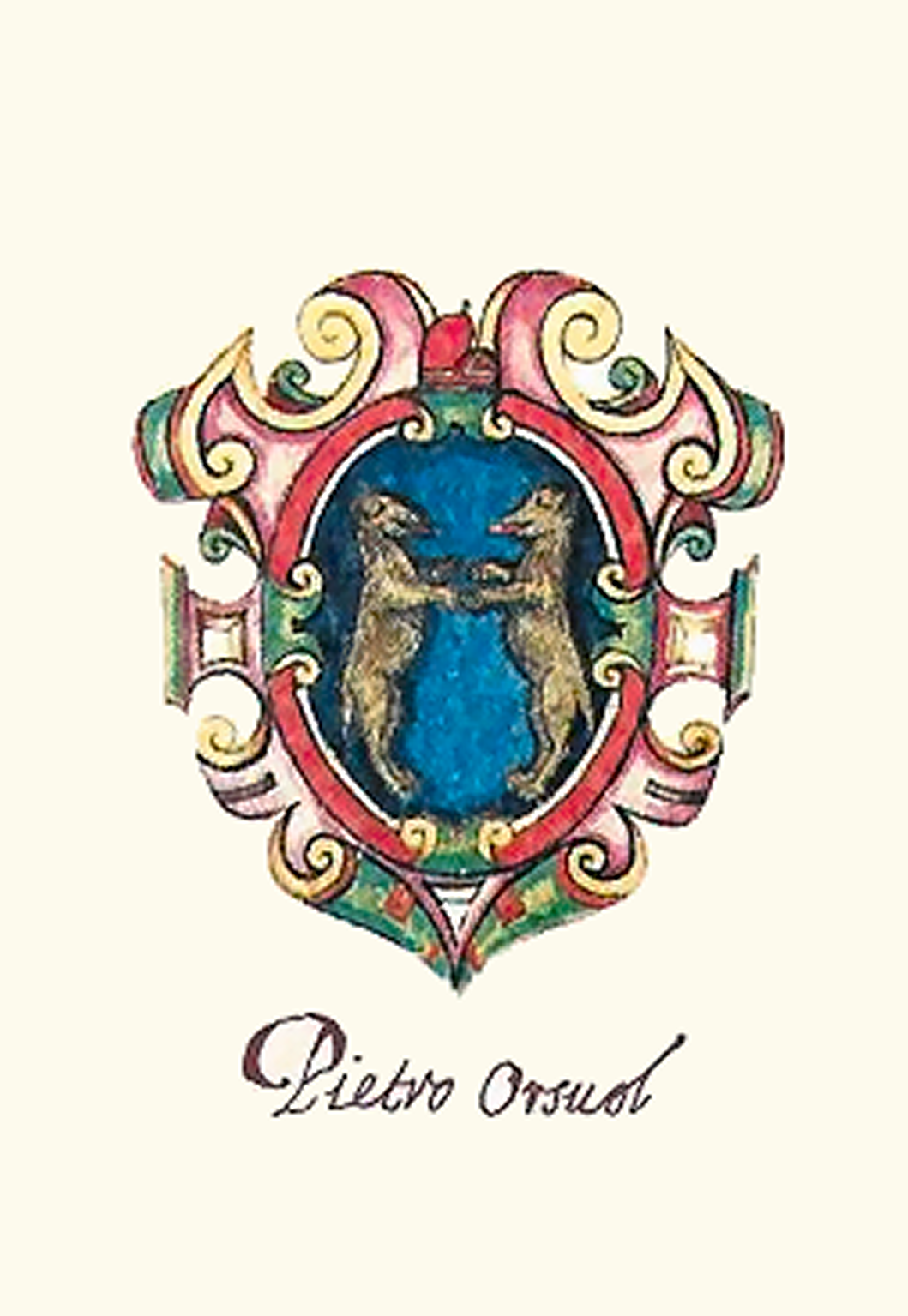
Erb Pietra II.

9. května 1000 se dóže rozhodl s konečnou platností pokořit Chorvaty a Neretvijce, aby tak mohl ochránit obchodní kolonie a zájmy romanizovaného občanstva dalmatských měst. Flotila šesti lodí vypálila prakticky celé východní pobřeží Jaderského moře, přičemž pouze Neretvijci se zmohli na nějaký odpor. Poté, co Benátčané ukradli zboží a odvlekli čtyřicet obchodníků ze Zadaru, vyslal dóže flotilu deseti lodí, která chytila Neretvijce poblíž ostrova Kača. Zajatí Neretvijci pak byli triumfálně převezeni do Splitu. Neretvijští vyslanci posléze výměnou za propuštění zajatců přijali podmínky - sám neretvijský vládce se přijde poklonit, prohlásí starou daň, kterou Benátčané museli platit od roku 948, za neplatnou a bude garantovat bezpečí všem benátským lodím plujícím Jaderským mořem. Pietro poté propustil všechny zajatce až na šest Neretvijců, které si ponechal jako rukojmí. Pevninští Neretvijci byli takto pacifikováni, avšak obyvatelé ostrovů Korčuly a Lastova se rozhodli bojovat. Nakonec však byla obě města poražena. Protože Lastovo bylo známo jako základna pirátů, nechal dóže město vyklidit a srovnat se zemí. Obyvatelé Lastova však odmítli a pokračovali v boji, ovšem neúspěšně. Pietro město dobyl a to bylo záhy zničeno.
Někdy v té době na malém ostrůvku svatého Maxima dubrovnický biskup odpřisáhl jménem města Ragusa (dnešního Dubrovníku) dóžeti věrnost.
Pietrův syn, Ota Orseolo, se po otcově odchodu do kláštera stal novým dóžetem.

## Odkaz
Datum jeho vítězství se stalo svátkem, který se poté každý rok v Benátkách slavil. Dóže vždy spolu s biskupem odpluli na lodích k ústí Laguny, kde proběhly tzv. Zásnuby dóžete s mořem. Sloužilo k uctění moře a k zajištění přízně pro benátské lodě.